# Jean Defrançais
Jean Defrançais, né le 25 janvier 1902 à Pau et mort le 18 février 1976 dans la même ville, est un joueur français de rugby à XV, ayant évolué à la Section paloise.
Defrançais est sacré champion de France avec la Section en 1928, formant avec Paul Saux et Adrien Laborde une première ligne redoutable.

## Biographie
Palois de naissance, Jean Defrançais commence sa carrière sportive au Béarn Sporting Club, avec qui il est vice-champion de France de rugby à XV de 4e série en 1923, finale perdue face au FC Carmaux.
Lorsque le club est dissous en 1924, il rejoint le club doyen palois.
Jean Defrançais effectue la majeure partie de sa carrière sportive à la Section paloise, remportant notamment le championnat en 1927-1928,,.
En compagnie d'Albert Cazenave, de François Récaborde, Joseph Châtelain, David Aguilar ou de Paul Saux et d'Adrien Laborde, Jean Defrançais contribue à faire du pack palois l'un des plus réputés de France dans les années 30.

## Palmarès
Championnat de France de rugby à XV 1927-1928